# 奧蘭治湖 (佛羅里達州)
奧蘭治湖（英語：Orange Lake）是位於美國佛羅里達州馬里昂縣的一個非建制地區。該地的面積和人口皆未知。

## 地理
奧蘭治湖的座標為29°25′24″N 82°13′01″W / 29.42333°N 82.21694°W，而該地的平均海拔高度為34米（即112英尺）。